# 凯尔文·戴维斯
加雲·謝菲·戴維斯（英語：Kelvin Geoffrey Davis，1976年9月29日—）是一名英格蘭足球運動員，司職門將。
戴維斯生於貝德福德，在1991年以青年球員身份在盧頓展開足球事業，其後曾先後加盟溫布頓、葉士域治和新特蘭，直到2006年才轉投修咸頓效力至今。為球隊上陣超過200場聯賽，於斯文森在2009年離隊後一直擔任球會隊長之職。

## 生平

### 球會
早年
戴維斯在英格蘭東部貝德福德郡的貝德福德出生，於鄰近的盧頓作為學徒球員而展開足球事業，並在1994年7月成為職業球員。同年9月獲外借到托基聯，於9月17日處子上陣主場與高車士打踢成3-3和局收場。他在下一週主場1-2負於班列特後結束借用返回盧頓。在1997年8月他亦曾以借用身份短暫效力哈特普爾。
1999年7月戴維斯以60萬英鎊身價加盟溫布頓，效力4年，期間在聯賽上陣131場。2003年7月由於溫布頓進行債務重組，他得以免費轉投葉士域治，簽約三年。加盟首年即協助球隊在聯賽取得第5位參加升班附加賽，於準決賽兩回合累計1-2負於西汉姆联。翌季葉士域治成績更進一步，取得第3位，與獲得自動升班資格的威根相差僅兩分，戴維斯雖然曾因背傷而休戰1個月，但因整季表現出色而入選PFA英冠最佳陣容，但球隊在附加賽再次碰上韋斯咸，又一次累計以2-4落敗而在準決賽出局。連續兩年爭取升班失敗後，葉士域治的星級球員紛紛離隊他投。
新特蘭
2005年6月新升英超的新特蘭以125萬英鎊羅致戴維斯，雙方簽訂四年合約，由於原任正選的爱沙尼亚門將長期受傷患困擾，並被借用到阿仙奴，戴維斯於新特蘭在2005/06年這個英超球季大部分時間把守獨木關，但球隊整季僅取得15分而以墊底成績於季後降班返回英冠。戴維斯於加盟新特蘭初期即遇上困難時刻，上陣11場而被射入21球，由於經常出現低級錯誤而導致球隊輸波，因此遭到「黑貓」球迷的責難。戴維斯曾一度被貶落預備隊參賽，由年青門將本·阿恩维克出任正選。而缺乏頂級聯賽經驗的戴維斯亦承認這一年他所犯的錯誤比過去三年的總和還要多。
修咸頓
為了重拾比賽信心，戴維斯於2006年7月轉投修咸頓，轉會費為80萬英鎊，另加45萬英鎊按出場次數分期支付，簽約三年，並與曾在葉士域治合作的門將教練韦伯斯特重逢。加盟修咸頓後戴維斯一直擔任球賽一號門將，直到2007年3月10日作客1-2負於史篤城，賽事進行期間他舉腳踢中對方前鋒柏堅（Jonathan "Jon" Parkin），但球證沒有察覺，賽後被英格蘭足球總會以錄像為證據判罰停賽3場，戴維斯提出上訴不獲接納維持原判。此時擔任其副車的波蘭小將比亚尔科夫斯基乘時再起，一舉重奪失落多時的正選席位。修咸頓以聯賽第6位的成績參加附加賽，準決賽對打比郡首回合主場先負1-2，次回合戴維斯復任正選，修咸頓反勝3-2，累計4-4平手進入加時賽，雙方再無增添記錄要以互射十二碼定勝負，結果主隊4-3獲勝晉級決賽，戴維斯三度參加英冠升班附加賽均無功而回。
2007/08年球季戴維斯因在熱身賽觸傷肩膀韌帶而錯過球隊季前挪威之旅。戴維斯於季初兩場賽事休戰後再次為修咸頓把守獨木關，但於2008年3月對狼隊時，因手指被一名球員的短褲纏著而脫臼，兩名副手比亚尔科夫斯基和亦於同一個月先後因傷缺陣，修咸頓臨急從韋斯咸借用李察·胡禮1個月。由於股權出現紛爭，修咸頓的成績大幅下滑，從上季爭逐升班到本季在護級旋渦打滾，直到球季煞科日主場3-2擊敗錫菲聯才反壓莱斯特城保留英冠席位。但到了翌季，修咸頓的財困逐漸浮現，母公司於2009年4月進行債務重組，更因球隊護級失敗而要來季在英甲先被扣減10分。
於修咸頓降班後，教練沃特表明隊長戴維斯於球隊財政許可下願意繼續留隊。隨著瑞士商人马库斯·利勃（Markus Liebherr）成功收購修咸頓後，2009年7月9日戴維斯拒絕轉投英超的韋斯咸，並與球會續約三年。在新任主帥麾下，戴維斯獲委為球會隊長，而由迪恩·汉蒙德擔任球隊隊長。11月戴維斯因腹股溝受傷而需要養傷至新年，於翌年1月2日在英格蘭足總盃第三圈主場1-0擊敗母會盧頓才告傷愈復出，期間缺陣8場賽事。雖然季前沒有人對修咸頓有期望，但球隊表現出色，以聯賽第7位結束球季，如非被扣減10分，更可參加升班附加賽，但修咸頓在英格蘭聯賽錦標決賽成功以4-1大勝卡素爾，贏得球會近34年來首個本土盃賽冠軍。而戴維斯亦憑穩健的演出入選PFA英甲聯賽最佳陣容。翌季修咸頓在新帥尼祖·艾堅斯領導下獲得聯賽亞軍及自動升班英冠席位，而戴維斯則聯同4名隊友一同入選PFA英甲聯賽最佳陣容。
2011年7月28日戴維斯與修咸頓續約留隊至2014年，並表示會效力球隊直至退役。2011年12月10日戴維斯再次因腹股溝受傷而缺席對黑池的主場賽事，中止他兩年來連續在聯賽上陣88場的紀錄，但久疏戰陣的比亚尔科夫斯基連番犯錯導致球隊僅能賽和2-2，中止主場21場的連勝紀錄。2012年3月8日尚欠27場便可打破修咸頓戰後上陣最多紀錄的戴維斯表示未有退役打算，更希望可以達到為球隊上陣300場的里程碑，有意多打兩年後才退下火線擔任教練工作。隨著修咸頓長期佔據首、次名直接升班席位，戴維斯連續第三年入選PFA英甲聯賽最佳陣容。修咸頓於聯賽煞科日以4-0擊敗高雲地利後確定升班英超席位，戴維斯表示期待來季在頂級聯賽上陣，希望延續其沒有完成的英超夢。
2013年3月7日，於下年度球季才約滿的戴維斯與修咸頓延長合約兩年，令其留隊至2016年夏季。

## 榮譽
修咸頓
- 英格蘭聯賽錦標冠軍：2010年；
- 英格蘭足球甲級聯賽亞軍：2010/11年；
- 英格蘭足球冠軍聯賽亞軍：2011/12年；

個人
- PFA年度最佳陣容：2004/05年（英冠）、2009/10年（英甲）[44]、2010/11年（英甲）[45]、2011/12年（英冠）[46]；

## 外部連結
- 足球数据库：凯尔文·戴维斯的球员统计数据
- Kelvin Davis player profile